# Sofia Rotaru
Sofia Mihailovna Rotaru-Evdokimenko (Marshyntsi, 7 de agosto de 1947) é uma cantora, compositora, dançarina, produtora musical e cinematográfica, atriz e escritora ucraniana de etnia moldava.
Foi uma das mais populares cantoras de música pop da extinta União Soviética. Recebeu a alcunha Bukovinsky Solovey  ("Rouxinol da Bucovina"), tendo iniciado sua carreira em 1966 como uma cantora de música folclórica no filme Solovey iz sela Marshintsy ("Rouxinol de Marshyntsi").